# Roca Saquer
La roca Saquer és una muntanya de 476 metres situada al municipi de Maçanet de Cabrenys, a la comarca catalana de l'Alt Empordà.